# Реципрокное скрещивание
Реципрокные скрещивания — два эксперимента по скрещиванию, характеризующиеся прямо противоположным сочетанием пола и исследуемого признака. В одном эксперименте самца, имеющего определенный доминантный признак, скрещивают с самкой, имеющей рецессивный признак. Во втором, соответственно, скрещивают самку с доминантным признаком и самца с рецессивным признаком.
Используется для определения роли пола в наследовании признака, а также позволяет определить, от какого из родителей передаются потомству цитоплазматические наследственные факторы . Для проведения реципрокного скрещивания родительские формы должны быть чистыми линиями.
В настоящее время, в связи с развитием молекулярной генетики, практическое значение реципрокного скрещивания снизилось.

## История
Наследование признаков иногда отклоняется от менделевской модели. Это явление было впервые открыто Рейнором и Донкастером в 1906 году на примере бабочек Abraxas. Четыре года спустя Томас Морган опубликовал работу о наследовании цвета глаз у дрозофилы, в которой правильно связал это явление с полом.

### Наследование цвета глаз у дрозофилы
При скрещивании красноглазых самок с белоглазыми самцами гибриды первого поколения имеют красные глаза. Закон единообразия гибридов первого поколения соблюдается, ген красной окраски глаз доминирует. При скрещивании между собой гибридов первого поколения наблюдается расщепление в пропорции 1:3, но при этом расщепление среди самцов и самок неодинаково — половина самцов имеет белые глаза, половина — красные, все самки имеют красные глаза.
Реципрокное (противоположное) скрещивание даёт другие результаты. При скрещивании белоглазых самок с красноглазыми самцами расщепление наблюдается уже в первом поколении гибридов. Половина особей является красноглазой, половина — белоглазой, причём все самки - красноглазые, а все самцы - белоглазые. Во втором поколении доля белоглазых особей составляет 50 % (а не 25 %).стр. 67-70.
|       | X (б)                          | X (б)                          |
| ----- | ------------------------------ | ------------------------------ |
| X (к) | X (б) X (к) Красноглазая самка | X (б) X (к) Красноглазая самка |
| Y     | X (б) Y Белоглазый самец       | X (б) Y Белоглазый самец       |

|       | X (к)                          | X (к)                          |
| Х (б) | Х (к) Х (б) красноглазая самка | Х (к) Х (б) красноглазая самка |
| Y     | Х (к) Y красноглазый самец     | Х (к) Y красноглазый самец     |
| ----- | ------------------------------ | ------------------------------ |